# Setge de Loarre
El setge de Loarre de 1413 fou l'última de les batalles de la revolta del comte d'Urgell.
El setge va comprendre el novembre i desembre de 1413 fins al gener de 1414, una duració total de 3 mesos.

## Antecedents
El comandant urgellista Antón de Lluna es refugià al castell de Loarre mentre Jaume II d'Urgell feia al mateix a Balaguer, capital d'Urgell, on romania des de fa temps en setge al Castell de Balaguer que era la màxima fortalesa d'Urgell. Va ser derrotat per Ferran d'Antequera personalment després d'un setge que durar des de juliol a octubre de 1413. Llavors, mentre Antón i els seus mercenaris gascons, anglesos i bearnesos vencien als castells de Trasmoz i Montaragó, la seva cosina i probable amant, l'abadessa del monestir cistercenc de Trasobares Violant de Lluna defensava el castell de Loarre. Ja al maig les tropes de Joan Delgadillo havien assetjat la fortalesa, però es van retirar en acostar-se Antón i els anglesos.
Seguidament, primer cauria el castell de Apiés, un bastió urgellista, en mans de Martí de Pomar, i després el de Montaragó, capitulant a Ferran de Canales en mans dels reialistes el 29 d'agost, i les tropes angleses, les quals esperaven tant en Jaume d'Urgell com l'Antón, havien estat derrotades.

## Setge
Pedro de Urrea, en veure als anglesos derrotats, va marxar immediatament cap a Loarre a posar-li fi a la revolta amb els 300 homes que Ferran li va encomanar, més fins a l'octubre l'obstinada abadessa no va voler escoltar cap reclam ni negociació de pau. Això arribava al punt de declarar amnistia total, tant a l'Antón (refugiat a França), Pedro de Embún (comte de Gordún) i d'altres rebels, però l'abadessa es va mantenir ferma en la negació. Llavors, rendida ja la fortalesa de Balaguer, el rei va reforçar amb més homes i bombardes per així començar l'atac, decidit a no entrar en tractes amb aquests homes. En Pedro va anar a reforçar a Felip de Urríes, senyor d'Ayerbe, qui mantenia un setge simbòlic.
A finals de 1413, la fortalesa, incomunicada i summament assetjada, amb aquell al qual defensaven estant captiu, es va rendir. Tots els defensors del castell van ser alliberats, però només Violant va perdre la llibertat, encara que aquesta captivitat duraria poc, ja que el papa Benet XIII, oncle de l'abadessa, va intercedir per ella, aconseguint la seva llibertat i li va permetre anar a Bearn al costat del seu cosí.